# Entre Ríos (Tarija)
Entre Ríos è un comune (municipio in spagnolo) della Bolivia nella provincia di Burdet O'Connor (dipartimento di Tarija) con 21.375 abitanti (dato 2010). 

## Cantoni
Il comune è suddiviso in 11 cantoni:
- Chimeo
- Chiquiaca
- Entre Ríos
- Huayco
- Ipaguazu
- La Cueva
- Narvaez
- Salinas
- San Diego
- Suaruro
- Tapurayo